# 黃榮義
黃榮義（1982年5月2日—），為台灣的棒球選手，曾效力於中華職棒兄弟象隊，守備位置為投手。2009年涉入黑象事件，後以新台幣10萬元交保，並遭到中華職棒聯盟列為永不錄用名單。

## 經歷
- 台東縣新生國小少棒隊
- 台東縣新生國中青少棒隊
- 日本福岡第一高校青棒隊
- 日本福岡第一經濟大學棒球隊
- 開南大學棒球隊
- 合作金庫棒球隊借將
- 兄弟象隊代訓球員（2007年－2008年）
- 中華職棒兄弟象隊（2008年－2009年）

## 職棒生涯成績
| 年度   | 球隊   | 出賽 | 勝投 | 敗投 | 中繼 | 救援 | 完投 | 完封 | 四死 | 三振 | 責失 | 投球局數 | 防禦率 |
| ------ | ------ | ---- | ---- | ---- | ---- | ---- | ---- | ---- | ---- | ---- | ---- | -------- | ------ |
| 2008年 | 兄弟象 | 19   | 1    | 0    | 0    | 0    | 0    | 0    | 17   | 17   | 17   | 46.1     | 3.30   |
| 2009年 | 兄弟象 | 20   | 0    | 0    | 0    | 0    | 0    | 0    | 19   | 20   | 18   | 32.1     | 5.01   |
| 合計   | 2年    | 39   | 1    | 0    | 0    | 0    | 0    | 0    | 36   | 37   | 35   | 78.2     | 4.00   |

## 特殊事蹟
- 2008年7月8日，對戰米迪亞暴龍隊於五局下對郭銘仁投出兄弟象隊史第10000次三振，同時拿下生涯首勝。

## 外部連結
- 黃榮義在台灣棒球維基館上的頁面（繁體中文）
- 球員資訊和成績在中華職棒官網（中文）